# Jan Budin
Jan Budin (Trieste, 6 gennaio 1975) è un ex cestista italiano.

## Carriera
Ha vestito le divise di Pallacanestro Trieste, London Towers e Kraski Zidar Sezana.